# Dečani
Dečani nebo Deçan (albánsky: Deçan; srbsky: Дечани) je město a opština v Đakovickém okruhu v západním Kosovu. Město leží v pohoří Prokletije a je obklopeno horou Beleg. Součástí opštiny, která se rozkládá na území o rozloze 371 km², je dalších 36 vesnic.
Během války v letech 1998–99 bylo Dečani jednou z pevností Kosovské osvobozenecké armády a velká část místní infrastruktury byla následně poškozena srbskou armádou a polovojenskými jednotkami. Hodně budov bylo zrekonstruováno díky mezinárodní podpoře. Nejznámějším místem v Dečani (hlavně mezi srbskou populací) je klášter Visoki Dečani.

## Klášter Visoki Dečani

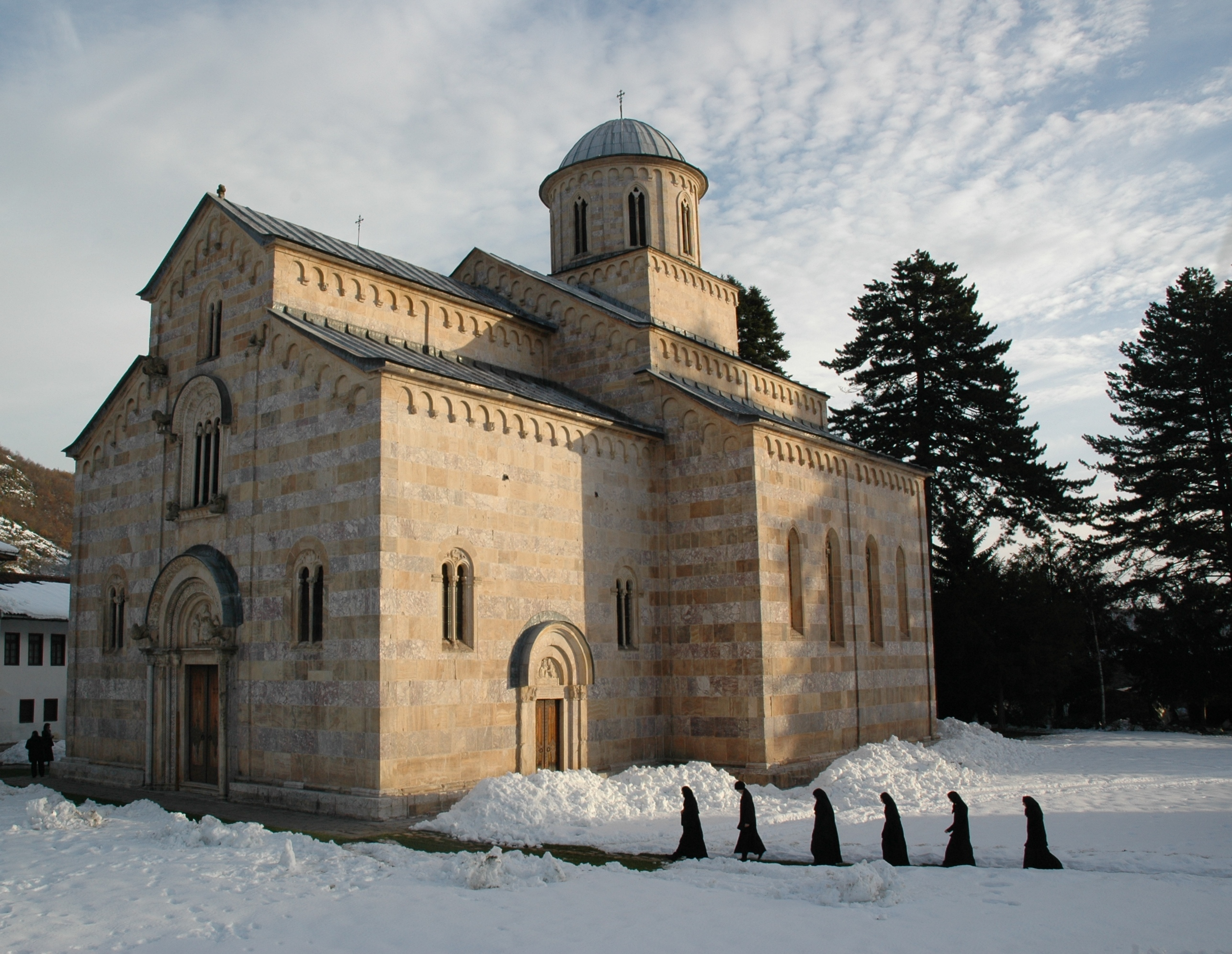

Visoki Dečani je klášter Srbské pravoslavné církve v horách nedaleko Dečani. Je jedním ze čtyř objektů, chráněných od roku 2004 jako světové dědictví pod souhrnným názvem Středověké památky v Kosovu.
Stavba kláštera byla zahájena roku 1327 na příkaz srbského krále Štěpána Uroše III. Stavba byla dokončena roku 1335. Dominantou areálu je pětilodní chrám vysoký 30 metrů, zasvěcený Pantokratorovi. V klášteře se nacházejí cenné středověké fresky, nejznámější je Ukřižování, na němž jsou nad Kristovou hlavou stylizovaně zobrazeny Měsíc a Slunce.

## Galerie

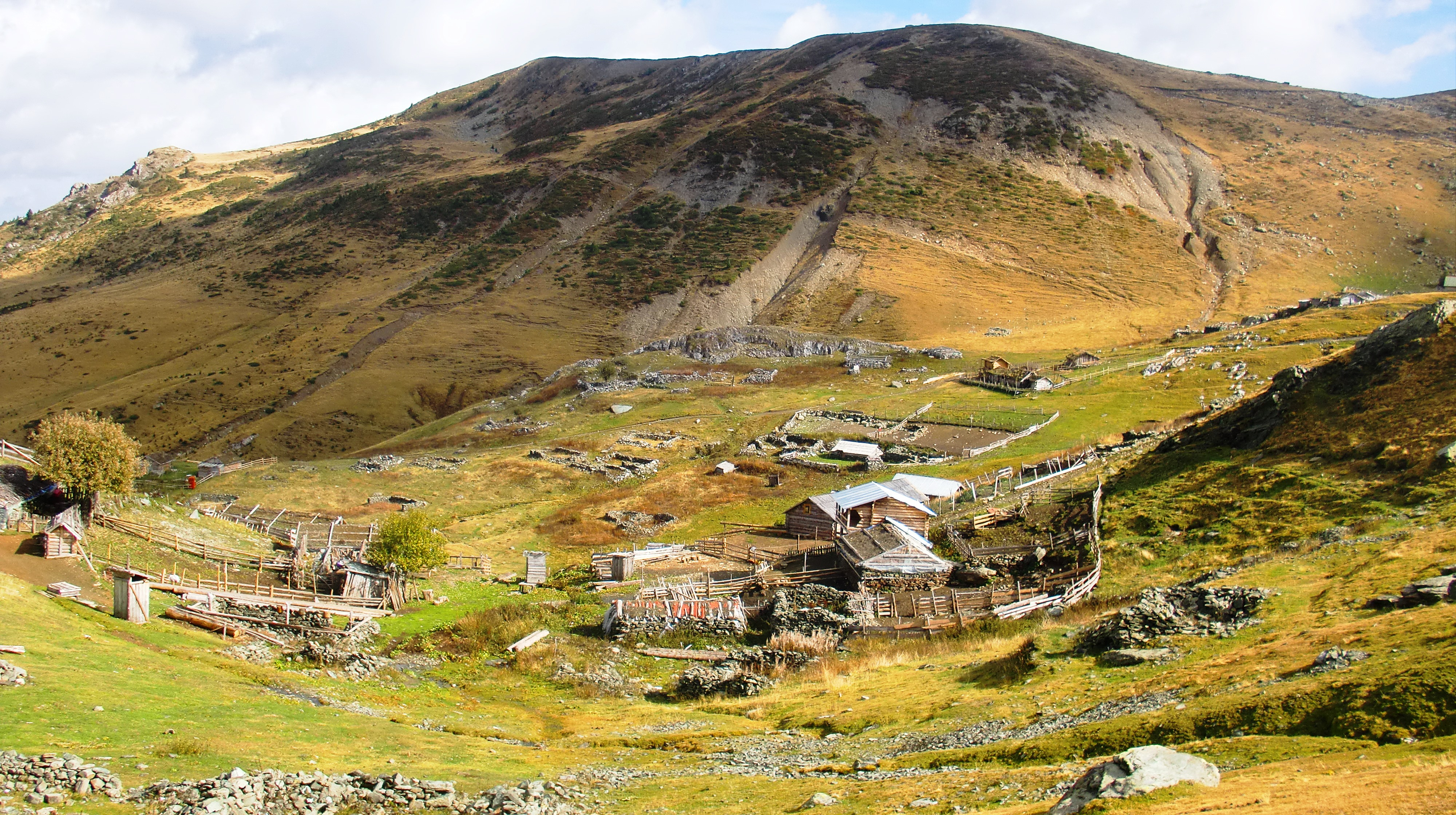
Osada na vrcholu Logu Prelš
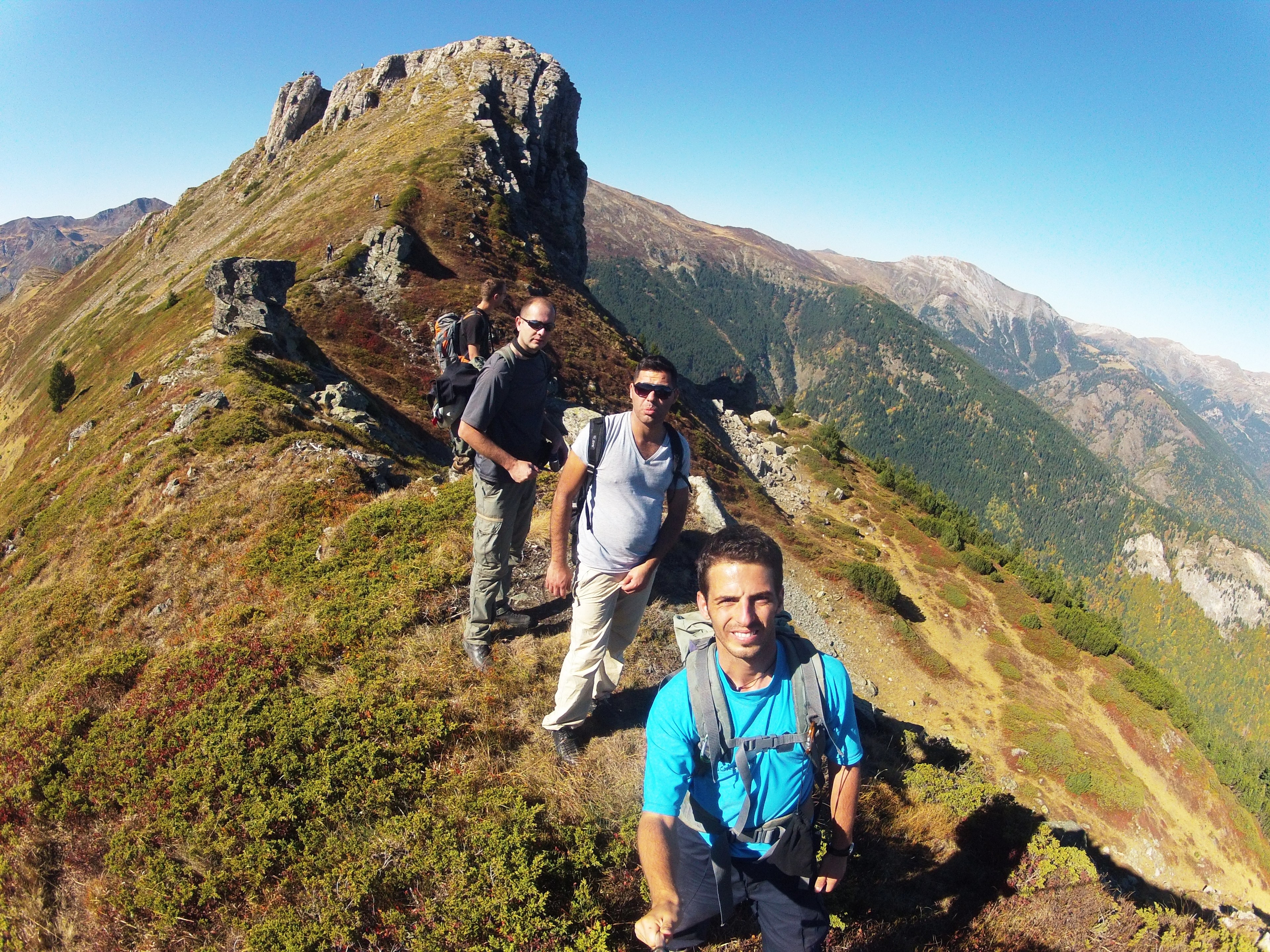
Hory poblíž Dečani
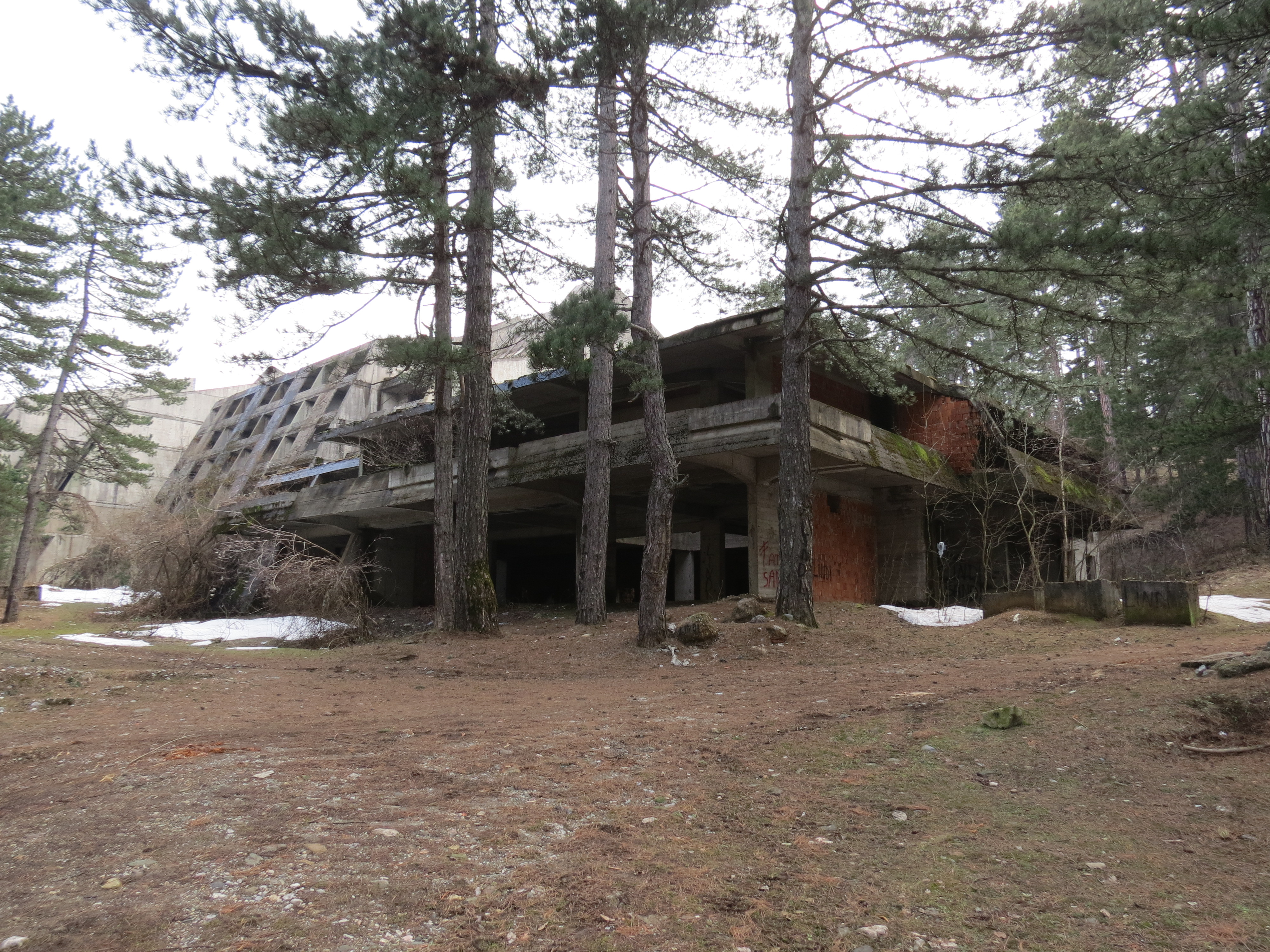
Ruiny hotelu
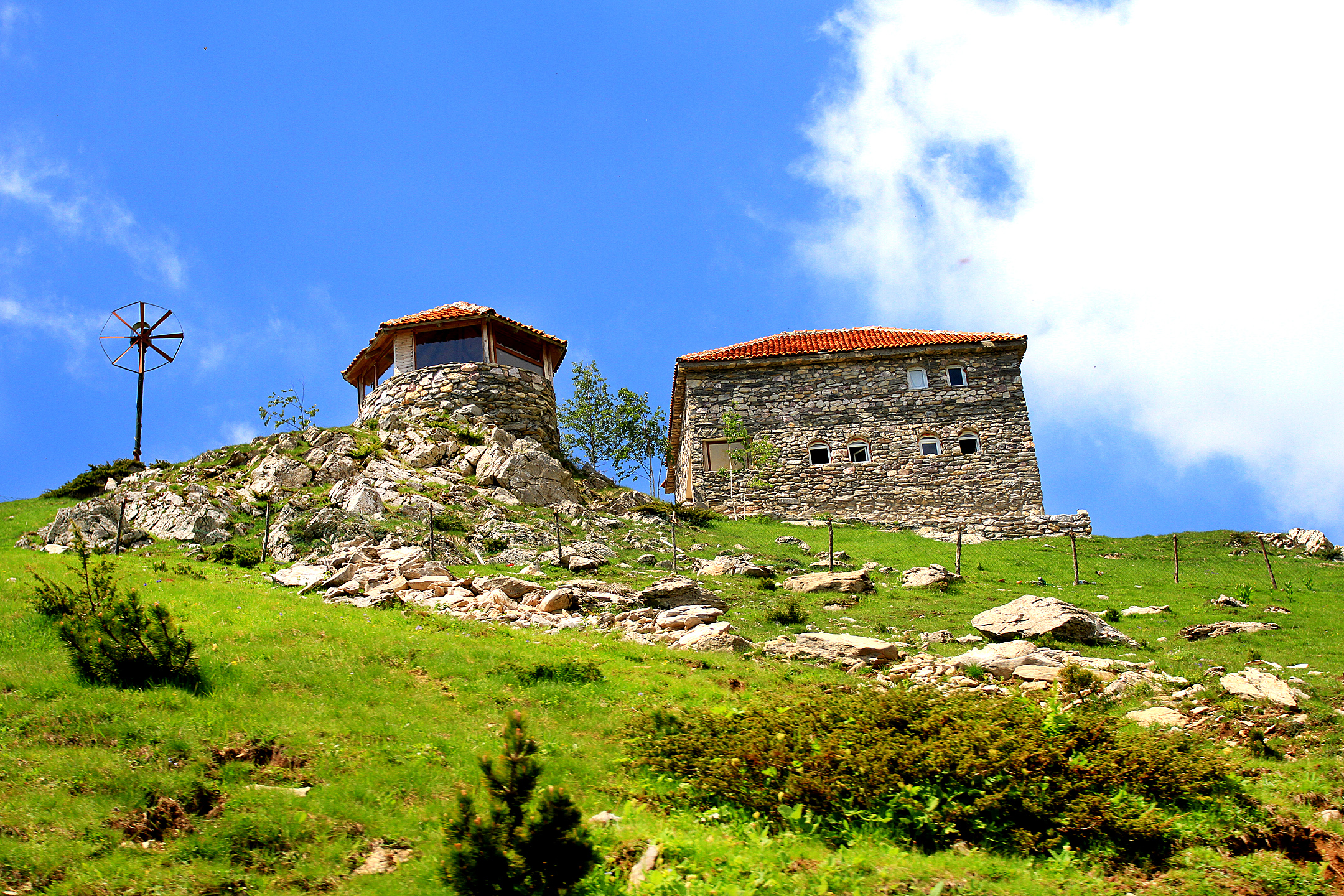
Budova v metochijském stylu